# 关若鸾
关若鸾（？—？），女，中华人民共和国政治人物，曾任中华全国学生联合会副主席，第二届全国政协委员。